# Discografie van Lee Konitz
Deze discografie geeft een overzicht van de uitgebrachte geluidsdragers van de saxofonist Lee Konitz. Deze bevat zijn albums onder eigen naam (inclusief pas later verschenen opnamen, meestal van live-optredens) en zijn medewerkingen als sideman. Na Tom Lord was Konitz tussen 1947 en 2015 betrokken bij 572 opnamesessies.

## Albums onder eigen naam en als co-leader
Hier worden de door Lee Konitz uitgebrachte lp's en cd's chronologisch opgesomd naar het jaar van publicatie. De lijst bevat ook zijn vanaf eind jaren 1960 ontstane duo-, trio- en kwartet-samenwerkingen.
| Album                                                                                     | Label                    | VÖ    | Opname     | Opmerkingen |
| ----------------------------------------------------------------------------------------- | ------------------------ | ----- | ---------- | --- |
| The New Sounds                                                                            | Prestige Records         | 1951  | 1949/50    | Op de 10"-lp (Prestige PRLP 108) is Konitz en zijn bands in opnamen van 1949 en 1950 (met Gene Ramey resp. Percy Heath, Don Lamond resp. Stan Levey, Al Haig, Tony Aless) alleen op de A-kant te horen; op de B-kant speelt Stan Getz. |
| Subconcious-Lee                                                                           | New Jazz/Prestige        | 1950  | 1949/50    | Lee Konitz Quintet met Warne Marsh, Sal Mosca, Arnold Fishkin, Denzil Best. New York, 28 juni 1949 |
| The New Sounds                                                                            | Prestige                 | 1951  | 1949/50    | Op de 10"-lp met dezelfde titel (Prestige PRLP 116) speelt Konitz op 8 maart 1951 met Miles Davis, Sal Mosca, Arnold Fishkin en Max Roach. De opnamen verschenen ook onder de titel Jazz Time Paris, Vol. 7 - Lee Konitz Plays, Young Lee, Lee Konitz & Hans Koller, Lee Konitz/Bob Brookmeyer: Quintets en Lee Konitz/Bob Brookmeyer in Paris.                                                                       |
| Lee Konitz Plays with the Gerry Mulligan Quartet                                          | Pacific Jazz             | 1953  | 1953       | Lee Konitz met Chet Baker, Gerry Mulligan, Carson Smith en Larry Bunker, live in de Jazzclub The Haig, Los Angeles, eind januari 1953. |
| Lee Konitz - Zoot Sims - Frank Foster - Bobby Jaspar – 4 Four Sax                         | Vogue                    | 1953  | 1953       | Compilatie met vier sessies onder leiding van Lee Konitz, Zoot Sims, Frank Foster en Bobby Jaspar, Konitz speelt hier met Henri Renaud, Jimmy Gourlay, Don Bagley, Stan Levey; ontstaan in Parijs op 18 september 1953. |
| Ezz-thetic                                                                                | Roost                    | 1953  | 1953       | met Henri Renaud, Jimmy Gourley, Don Bagley, Stan Levey. Parijs, 17 september 1953. |
| Lee Konitz and the Gerry Mulligan Quartet                                                 | Pacific Jazz             | 1954  | 1953       | Konitz werkte op het album slechts mee bij vier titels. |
| At Storyville                                                                             | Storyville               | 1954  | 1953       | Het Lee Konitz Quartet met Ronnie Ball, Percy Heath en Al Levitt in de Storyville Club, Boston, 5 januari 1954 |
| Konitz                                                                                    | Storyville               | 1954  | 1954       | Opnamen van april (en mei) resp. van 6 augustus 1954 met Peter Ind, Jeff Morton, Ronnie Ball |
| Lee Konitz In Harvard Square                                                              | Storyville               | 1955  | 1955       | dto., Harvard Square, Boston, Mass., februari 1955 |
| Lee Konitz with Warne Marsh                                                               | Atlantic                 | 1955  | 1955       | Konitz en Warne Marsh met Oscar Pettiford, Kenny Clarke, Billy Bauer, Ronnie Ball, Sal Mosca. Geluidstechnicus was Tom Dowd; de coverfoto was afkomstig van William Claxton; 14 juni 1955. |
| Inside Hi-Fi                                                                              | Atlantic                 | 1956  | 1956       | Lee Konitz met Arnold Fishkind resp. Peter Ind, Dick Scott, Billy Bauer, Sal Mosca. 26 september 1956. |
| Worthwhile Konitz                                                                         | Atlantic (Japan)         | 1956  | 1956?      | Konitz met Jimmy Rowles, Leroy Vinnegar, Shelly Manne. Los Angeles, 21 december 1956. |
| The Real Lee Konitz                                                                       | Atlantic                 | 1957  | 1957       | met Don Ferrara, Billy Bauer, Peter Ind, Dick Scott; Live Midway Lounge, Pittsburg, 15 februari 1957 |
| Very Cool                                                                                 | Verve Records            | 1957  | 1957       | met Don Ferrara, Sal Mosca, Peter Ind, Shadow Wilson. |
| Konitz Meets Mulligan                                                                     | Pacific Jazz             | 1957  | 1957       | Verscheen in Italië al in 1957 onder de titel Lee Konitz Plays With The Gerry Mulligan Quartet met Chet Baker, Joe Mondragon, Larry Bunker |
| An Image – Lee Konitz with Strings                                                        | Verve                    | 1958  | 1953       | Lee Konitz met strijkerskwartet, Lou Stein, Gene Orloff, Alan Shulman, Billy Bauer (?), Bill Russo (leiding) |
| Newport Jazz Festival 1958–59                                                             |                          | F     | 1958/59    | Opname van het Newport Jazz Festival 29 september 1958 met Henry Grimes, Ed Levinson. Als zelfstandig album na andere discografieën niet aanwezig; drie nummers op de compilatie From Newport to Nice; Some of These Days al op Newport Jazz 1958-59 (FDC 1024) |
| Live At The Half Note                                                                     | Verve                    | 1959  | 1959       | Opname uit de The Half Note met Warne Marsh, Bill Evans, Jimmy Garrison, Paul Motian, 17 en 24 februari 1959. |
| Lee Konitz Meets Jimmy Giuffre                                                            | Verve                    | 1959  | 1959       | met Hal McKusick, Jimmy Giuffre, Buddy Clark, Ronnie Freeman, Bill Evans, Ted Brown, Warne Marsh, 12/13 mei 1959. |
| You and Lee                                                                               | Verve                    | 1959  | 1959       | Lee Konitz Tentet met Ernie Royal, Marky Markowitz, Phil Sunkel, Bob Brookmeyer, Eddie Bert, Billy Byers, Bill Evans, Sonny Dallas, Roy Haynes, Jimmy Giuffre (arr, cond). |
| Timespan                                                                                  | Wave [E]                 | 1960  | 1960       | Offizielles Album? met Nico Bunink, Ben Tucker, Al Levitt (22 februari 1960) resp. Sal Mosca, Peter Ind, Wilbert Granville T. Hogan, Tox Drohar, Dick Scott (22 november 1960). |
| Motion                                                                                    | Verve                    | 1961  | 1961       | met Sonny Dallas en Elvin Jones, 29 augustus 1961. |
| Duets                                                                                     | Milestone                | 1968  | 1967       | met Joe Henderson, Eddie Gomez, Elvin Jones, Jim Hall, Dick Katz, Richie Kamuca, Marshall Brown, Karl Berger, Ray Nance. |
| Zo-Ko-Ma                                                                                  | MPS                      | 1968  | 1968       | Album van Attila Zoller, Lee Konitz en Albert Mangelsdorff met Barre Phillips en Stu Martin, 13 en 14 maart 1968 |
| Lee Konitz / Pony Poindexter / Phil Woods / Leo Wright – Alto Summit                      | MPS                      | 1968  | 1968       | Lee Konitz, Pony Poindexter, Phil Woods en Leo Wright met Palle Danielsson, Jon Christensen, Steve Kuhn, 2 en 3 juni 1968. |
| Lee Konitz / Martial Solal: European Episode                                              | Fontana/CAM              | 1968  | 1968       | met Henri Texier, Daniel Humair, 12 oktober 1968. |
| Lee Konitz / Martial Solal: Impressive Rome                                               | CAM                      | 2007  | 1968       | met Henri Texier, Daniel Humair, 12 oktober 1968. |
| Stereokonitz                                                                              | RCA-Victor               | 1968  | 1968       | Oktober 1968 met Giovanni Tommaso, Gegè Munari, Franco D’Andrea, Enrico Rava. |
| 9th International Jazz Festival Ljubljana 68                                              | Helidon                  | 1969  | 1968       | Allen op een van de elf titels: Meditation. met Miljenko Prohaska, Silvije Glojnarić. Live: International Jazz Festival Ljubljana 1968, Tivoli Concert Hall, Ljubljana, 8 juni 1968 |
| Spirits                                                                                   | Milestone                | 1972  | 1971       | met Ron Carter, Mousey Alexander, Sal Mosca, februari/maart 1971. |
| Peacemeal                                                                                 | Milestone                | 1970  | 1969       | met Marshall Brown, Dick Katz, Eddie Gomez, Jack DeJohnette 20/21 maart 1969, New York. |
| Worth While Konitz                                                                        | Atlantic                 | 1972  | 1956       | Opnamen met Peter Ind, Sal Mosca, Dick Scott. |
| Altissimo                                                                                 | Philips                  | 1973  | 1973       | Door Joachim Ernst Berendt geproduceerd, gezamenlijk album van Charlie Mariano, Gary Bartz, Jackie McLean, Lee Konitz (met Palle Danielsson, Han Bennink, Joachim Kühn); opgenomen 15 juli 1973 in Kopenhagen. |
| Tranquility                                                                               | Verve Records            | 1974  | 1957       | Opnamen van 22 oktober 1957 met Henry Grimes, Dave Bailey, Billy Bauer. |
| Gérald Merceron: Modern Jazz Compositions from Haiti                                      | GM                       | 1974  | 1973       | Op drie nummers met het Lee Konitz Quartet. Andere nummers met Martial Solal, Daring Jazz Quartet resp. Warne Marsh |
| I Concentrate On You: A Tribute to Cole Porter                                            | SteepleChase             | 1974  | 1974       | Duoalbum met Red Mitchell, 30 juli 1974. |
| Gérald Merceron: L’Énergie mysterieuse!                                                   | GM                       | 1978  | 1973       | Alleen op de B-kant: Lee Konitz Quartet met Jim Hall, Eddie Gomez, Beaver Harris; Rex Theatre, Port-Au-Prince, Haïti, 10 juli 1973. |
| Lone-Lee                                                                                  | Steeplechase             | 1975  | 1974       | Soloalbum, Kopenhagen 15 augustus 1974. |
| Satori                                                                                    | Milestone                | 1975  | 1974       | met Dave Holland, Jack DeJohnette, Dick Katz, Martial Solal, New York, 30 september 1974. |
| Oleo                                                                                      | Sonet                    | 1975? | 1975       | met Dick Katz, Wilbur Little. New York, januari 1975. |
| Chicago 'N' All That Jazz                                                                 | Groove Merchant          | 1975  | 1975       | Lee Konitz Big Band met Joe Farrell, Mike Longo, Eddie Locke; verscheen aanvankelijk in Italië als I Giganti Del Jazz Vol. 7. 6 mei 1975. |
| Windows                                                                                   | Steeplechase             | 1975  | 1975       | Duoalbum met Hal Galper, 6 november 1975. |
| Jazz A Confronto 32                                                                       | Horo Records             | 1976  | 1976?      | met Peter Ind, Al Levitt, Dave Cliff. 17 januari 1976 |
| London Concert                                                                            | Wave                     | 1977  | 1976       | met Warne Marsh, Al Levitt, Peter Ind. |
| Lee Konitz Meets Warne Marsh Again                                                        | Pausa                    | 1976  | 1976       | dto., Ronnie Scott's, London, 24 mei 1976. |
| The Lee Konitz Nonet                                                                      | Roulette                 | 1977  | 1976       | het nonet: Burt Collins, John Eckert, Jimmy Knepper, Sam Burtis, Kenny Berger, Andy Laverne, Rufus Reid, Billy Hart, 13 en 18 oktober 1976. |
| Pyramid                                                                                   | Improvising Artists Inc. | 1977  | 1977       | Trioalbum van Konitz, Bill Connors en Paul Bley. Electric Lady Studios, New York, 11 juni 1977. |
| Lee Konitz Nonet                                                                          | Chiaroscuro              | 1977  | 1977       | Het nonet: Burt Collins, John Eckert, Jimmy Knepper, Sam Burtis, Ronnie Cuber, Ben Aranov, Knobby Totah, Kenny Washington, 20 en 21 september 1977. |
| Timespan                                                                                  | Wave                     | 1977  | 1954–76    | met Ben Tucker, Peter Ind, Sonny Dallas, Al Levitt, G. T. Hogan, Jeff Morton, Tox Drohar, Al Schackman, Billy Bauer, Nico Bunink, Ronnie Ball, Sal Mosca. Van Peter Ind, eigenaar van het Wave-label, samengesteld album; tot nu toe niet uitgebrachte opnamen tussen 1954 en 1976. |
| Figure and Spirit                                                                         | Progressive              | 1977  | 1976       | met Ted Brown, Albert Dailey, Rufus Reid, Joe Chambers, New York, 20 oktober 1976. |
| Jazz à Juan                                                                               | SteepleChase             | 1977  | 1974       | met Niels-Henning Ørsted Pedersen, Daniel Humair, Martial Solal. Antibes-Juan Les Pins, 26 juli 1974. |
| Warne Marsh & Lee Konitz Jazz Exchange, Vol. 1                                            | Storyville               | 1976? | 1975       | Warne Marsh/Lee Konitz Quintet met Ole Kock Hansen, Niels-Henning Ørsted Pedersen, Alex Riel. Live Jazzhus Montmartre, Kopenhagen, 3 december 1975. |
| Warne Marsh & Lee Konitz Live at the Club Montmartre, Vol. 2                              | Storyville               | 1976? | 1975       | Warne Marsh/Lee Konitz Quintet met Dave Cliff, Peter Ind, Al Levitt. Live Jazzhus Montmartre, Kopenhagen, 27 december 1975. |
| Tenorlee                                                                                  | Choice                   | 1978  | 1977       | Duoalbum met Jimmy Rowles. |
| Giuffre/Konitz/Connors/Bley IAI Festival                                                  | Improvising Artists Inc. | 1978  | 1978       | Kwartetalbum van Konitz, Jimmy Giuffre, Paul Bley en Bill Connors, 19 mei 1978, IAI Festival San Francisco. |
| French Concert: Shelly Manne Quartet feat. Lee Konitz                                     | Galaxy                   | 1979  | 1977       | met Chuck Domanico, Mike Wofford. Opname van Radio France van het Newport Festival concert in Saint-Quentin-en Yvelines (11 november 1977) |
| Duplicity                                                                                 | Horo                     | 1978  | 1977       | Duoalbum met Martial Solal; Rome, 29 november 1977. |
| Yes Yes Nonet                                                                             | Sonet                    | 1979  | 1979       | Lee Konitz Nonet met Tom Harrell, John Eckert, Jimmy Knepper, Sam Burtis, Ronnie Cuber, Harold Danko, Buster Williams, Billy Hart. New York, 17 april 1979. |
| Solal - Konitz - Scofield - Ørsted-Pedersen – Four Keys                                   | MPS                      | 1979  | 1979       | Kwartet-opnamen van 8 mei 1979 in de MPS Tonstudio, Villingen. |
| Sax of a Kind - Lee Konitz in Sweden 1951/53                                              | Dragon Records           | 1979  | 1951–53    | Opnamen met Zweedse muzikanten als Bengt Hallberg. |
| Lee Konitz Featuring Hans Koller, Lars Gullin, Roland Kovac                               | Swingtime                | 1980  | 1956       | Studio-opnamen uit Keulen 1956, met Lars Gullin, Hans Koller, Willi Sanner, Roland Kovac, Johnny Fischer, Rudi Sehring resp. Karl Sanner. Heruitgebracht met verdere nummers 2017 als In Europe '56 - Paris (Unreleased) & Köln Sessions |
| Lee Konitz & Karl Berger: Seasons Change                                                  | Circle Records           | 1980  | 1979       | Duoalbum. Zürich, 29 oktober 1979. |
| Lee Konitz and Chet Baker in Concert                                                      | India Navigation         | 1982  | 1974       | Met Michael Moore, Beaver Harris, april 1974. |
| Live at the Berlin Jazz Days 1980                                                         | MPS                      | 1982  | 1980       | Lee Konitz/Martial Solal Duo, Philharmonie Berlin, 30 oktober 1980. |
| Toot Sweet                                                                                | Owl                      | 1982  | 1982       | Duoalbum met Michel Petrucciani. Centre Musical Bösendorfer, Parijs, 25 mei 1982. |
| High Jingo                                                                                | Atlas                    | 1982  | 1982       | Lee Konitz & His West Coast Friends, met Art Pepper, Mike Lang, Bob Magnusson, John Dentz. Hollywood, 18/19 januari 1982. |
| Wild As Springtime                                                                        | G.F.M.                   | 1982  | 1984       | Duoalbum met Harold Danko. Park Lane Studios, Glasgow, 29–30 maart 1984. |
| Live at Laren                                                                             | Soul Note                | 1984  | 1979       | Met Ronnie Cuber, Ray Drummond, Billy Hart, Ben Aronov, Jimmy Knepper, Sam Burtis, Red Rodney, John Eckert. |
| Dovetail                                                                                  | Sunnyside Records        | 1985  | 1983       | Met Jay Leonhart, Harold Danko. |
| Warne Marsh, Lee Konitz – Vol. 3                                                          | Storyville               | 1985  | 1975       | Met Niels-Henning Ørsted Pedersen, Svend-Erik Nørregaard, Ole Kock Hansen, december 1975. |
| Glad, Koonix – Live in Sweden                                                             | Dragon                   | 1986  | 1983       | Met Jan Allan, Göran Strandberg, Sture Nordin, Egil Johansen. Live, Arvika, Zweden, 5 november 1983. |
| Art of the Duo                                                                            | Enja                     | 1986  | 1983       | Duoalbum met Albert Mangelsdorff. |
| Round & Round                                                                             | Limelight                | 1989  | 1988       | Met Mike Richmond, Adam Nussbaum, Fred Hersch. |
| In Rio                                                                                    | M.A. Music               | 1989  | 1989?      | Met Luiz Avellar, Victor Biglione, Nico Assumpção, Carlos 'Bala' Gomez, Armando Marcal. ca. juni 1988. |
| Lee Konitz Meets Space Jazz Trio – Blew                                                   | Philology Records        | 1989  | 1988       | Met Enzo Pietropaoli, Alfred Kramer, Enrico Pieranunzi. |
| Star Eyes                                                                                 | HatHut Records           | 1986  | 1983       | Met Martial Solal. |
| Medium Rare                                                                               | Label Bleu               | 1986  | 1986       | Met Francis Varis, Hélène Labarrière, Jean-Claude Jouy, Dominique Cravic. |
| Body and Soul                                                                             | Insights                 | 1986? | 1985       | Livealbum van Lee Konitz/Gary Foster, met Masao Nakajima, Tsutomo Okada, Jimmie Smith. Tokyo, 7 en 8 november 1985. |
| Ideal Scene                                                                               | Soul Note                | 1986  | 1986       | Met Harold Danko, Rufus Reid, Al Harewood. Milaan, 22 en 23 juli |
| Songs of the Stars                                                                        | JazzHouse                | 1988  | 1988       | Duoalbum met John Taylor, London, 15–16 juni 1988. |
| The New York Album                                                                        | Soul Note                | 1988  | 1987       | Met Harold Danko, Marc Johnson, Adam Nussbaum. New York, 18 en 19 augustus 1987. |
| Solitudes                                                                                 | Philology                | 1989? | 1988       | Duoalbum mit Enrico Pieranunzi. |
| 12 Gershwin in 12 Keys                                                                    | Philology                | 1989? | 1988       | Duoalbum met Franco D'Andrea. |
| Bill Evans-Lee Konitz Quartet – Together Again                                            | Moon Records             | 1990  | 1965       | Met Niels-Henning Ørsted Pedersen, Alan Dawson. Opnamen uit Berlijn en Kopenhagen, 1965 |
| Frank-Lee Speaking                                                                        | West Wind                | 1992  | 1988       | Duoalbum met Frank Wunsch. Dortmund, 9/10 oktober 1988. |
| Anti-Heroes/Heroes                                                                        | Verve                    | 1991  | 1980       | Duoalbum met Gil Evans. |
| Zounds                                                                                    | Soul Note                | 1991  | 1990       | Met Kenny Werner, Ron McClure, Bill Stewart. New York, 23 en 24 mei 1990. |
| Once Upon a Line                                                                          | Musidisc                 | 1991? | 1990       | Duoalbum met Harold Danko. Live, Celebrity Centre, Parijs, juni 1990. |
| S’Nice                                                                                    | Nabel                    | 1991? | 1990       | Met Frank Wunsch, Gunnar Plümer, Christoph Haberer. Monster (NL), 18/19 juni 1990. |
| Hein van de Geyn Meets Lee Konitz                                                         | September                | 1991? | 1990       | Duoalbum met Hein van de Geyn. Breda, 8 juli 1990. |
| From Newport to Nice                                                                      | Musica Jazz/Philology    | 1992  | 1955–1980  | Compilatie met verschillende live-opnamen uit de Verenigde Staten en Europa, met Jimmy Raney, Warne Marsh, René Thomas, Attila Zoller e.a. (bijlage van het Italiaanse tijdschrift Musica Jazz H. 3/1992) |
| Swiss Kiss – Lee Konitz Plays Alain Guyonnet Tentet & Big Band                            | TCB                      | 1992? | 1991       | Genève 10, 11, 12 en 13 juni 1990 |
| Piano Jazz: Marian McPartland with Lee Konitz                                             | The Jazz Alliance        | 1992? | 1991       | Marian McPartland Piano Jazz, New York, 6 september 1991. |
| Friends                                                                                   | Dragon                   | 1992  | 1991       | Lee Konitz en Lars Sjösten Quartet met Gunnar Bergsten, Peter Söderblom, Nils Danell. |
| So Many Stars                                                                             | Philology                | 1993  | 1992       | Trioalbum van Lee Konitz, Tiziana Ghiglioni en Stefano Battaglia. |
| Rhapsody                                                                                  | Paddle Wheel/Evidence    | 1993  | 1993       | Konitz in verschillende bezettingen, o.a. met Toots Thielemans, Kenny Werner, Mark Feldman, John Scofield, Gerry Mulligan, Yuko Fijiyama, Peggy Stern, Ben Allison, Jeff Williams. |
| Rhapsody II                                                                               | Paddle Wheel/Bellaphon   | 1994  | 1993       | Konitz in verschillende bezettingen, o.a. met Clark Terry, Harvie Swartz, Sheila Jordan, Peggy Stern, Ben Allison, Jeff Williams, Yuko Fijiyama, Mark Feldman, Jeanfrançois Prins, Judy Niemack, Frank Wunsch, Kenny Werner. |
| Italian Ballads Vol. 1 - Parlami d’amore Mariù                                            | Philology                | 1993  | 1993       | Duoalbum met Stefano Battaglia. |
| Speakin' Lowly                                                                            | Philology                | 1994  | 1993       | Duoalbum met Renato Sellani. |
| Lullaby of Birdland                                                                       | Candid Records           | 1994  | 1991       | Met Barry Harris, Calvin Hill, Leroy Williams |
| Steps Towards a Dream                                                                     | Odin                     | 1995  | 1992       | Gezamenlijke productie van Lee Konitz (dir niet op alle nummers te horen is), John Pål Inderberg, Erling Aksdal jr. en Bjørn Alterhaug. |
| Lunasea                                                                                   | Soul Note                | 1994? | 1992       | Album van Lee Konitz en Peggy Stern, met Vic Juris, Harvie Swartz, Jeff Williams, Guilherme Franco. New York, 13 en 14 januari 1992. |
| Unleemited – Play the Music of Alain Guyonnet                                             | Sunnyside                | 1994? | 1992       | Duoalbum met Kenny Werner. Genève, 21–23 januari 1992. |
| Leewise                                                                                   | Storyville               | 1994  | 1992       | Lee Konitz geëerd met de Jazzpar-prijs All Star Nonet geregisseerd door Jens Søndergaard, met Jeff Davis, Allan Botschinsky, Erling Kroner, Niels Gerhardt, Jens Søndergaard, Peter Gullin, Butch Lacy, Jesper Lundgaard, Svend-Erik Nørregaard. Kopenhagen, 28 en 29 maart 1992. |
| Jazz Nocturne                                                                             | Evidence                 | 1994? | 1992       | Met Kenny Barron, James Genus, Kenny Washington. New York, 5 oktober 1992. |
| Lee Konitz Meets Don Friedman                                                             | Insights                 | 1994? | 1992       | Met Don Friedman, Tsutomu Okada, Jeff Williams. Live "Nova Hall", Tsukuba, Japan, 23 oktober 1992. |
| The Jobim Collection                                                                      | Philology                | 1994? | 1993       | Duoalbum met Peggy Stern, New York, 6–10 januari 1993. |
| A Venezia                                                                                 | Philology                | 1994  | 1993       | Lee Konitz with Orchestra Il Suono Improvviso, Giannantonio De Vincenzo (dir). |
| Free With Lee                                                                             | Philology                | 1994? | 1993       | Lee Konitz Trio met Augusto Mancinelli, Donovan Mixon. Milaan, 22 maart 1993. |
| Lee Konitz / Chet Baker / Keith Jarrett Quintet                                           | Jazz Connoisseur         | 1994? | 1974       | Kwintet met Chet Baker, Keith Jarrett, Charlie Haden en Beaver Harris; waarschijnlijk radio-opname van 14 april 1974, New York. |
| All The Way (The Soft Way)                                                                | Philology                | 1995? | 1993       | Duoalbum met Renato Sellani. |
| Into It: Solos & Duos                                                                     | West Wind                | 1995  | 1993       | Duoalbum met Frank Wunsch. |
| Franz Koglmann & Lee Konitz We Thought About Duke                                         | HatHut                   | 1995? | 1994       | Franz Koglmann & Lee Konitz Monoblue Quartet met Tony Coe, Burkhard Stangl, Klaus Koch. Achau, 6–9 juni 1994. |
| Lee Konitz & Jeanfrançois Prins Trio Live at the Manhattan Jazz Club Disneyland Paris     | Gam                      | 1995  | 1995?      | Lee Konitz met Jeanfrançois Prins, Bruno Castellucci, Salvatore La Rocca. |
| Haiku                                                                                     | Nabel                    | 1995  | 1994       | Lee Konitz Quartet met Rudi Mahall, Andreas Schmidt, Jerry Granelli, Syumi Yoshida. Berlijn, november 1994 |
| Brazilian Rhapsody                                                                        | MusicMasters             | 1995? | 1995       | Lee Konitz & The Brazilian Band, met Peggy Stern, Romero Lubambo, Dave Finck, Duduka da Fonseca, Waltinho Anastacio, Adela Dalto, The Masters School Chorus. New York, 28–31 januari 1995. |
| Thingin                                                                                   | hat ART                  | 1996  | 1995       | Lee Konitz, Don Friedman en Attila Zoller, Thalwil, 30 maart 1995. |
| Frankfurt Concert                                                                         | West Wind                | 1997  | 1995       | Duoalbum met Frank Wunsch, Frankfurt am Main, 29 september 1995. |
| Guarana                                                                                   | Axolotl Jazz             | 1996  | 1996       | Duoalbum met Cesarius Alvim, Parijs, 17 en 18 juni 1996. |
| Breaths and Whispers: Homage to Alexandr Skrjabin                                         | Philology                | 1996? | 1995       | Duoalbum met Umberto Petrin. Milaan, 25 februari 1995. |
| Inside Cole Porter                                                                        | Nel Jazz / Philology     | 1996  | 1995?      | Duoalbum met Franco D’Andrea. Mailand, 2 mei 1996. |
| Brazilian Serenade                                                                        | Venus                    | 1996  | 1996       | Met David Fink, Duduka da Fonseca, Romero Lubambo, Waltinho Anastacio, Tom Harrell, New York, 20–22 maart 1996. |
| Strings for Holiday (A Tribute to Billie Holiday)                                         | Enja                     | 1996  | 1996?      | Met Michael Formanek, Matt Wilson, Jill Jaffe, Ronald Lawrence, Cenovia Cummins, Mark Feldman, Daniel Pezzotti, Erik Friedlander. |
| Subconscious Lee                                                                          | Summit                   | 1997? | 1996       | Met Peter Decker, Dany Schwickerath, Johannes Schaedlich, Oliver Strauch. circa 1996 |
| It's You                                                                                  | SteepleChase             | 1997? | 1996       | Met Ron McClure, Billy Hart. New York, maart 1996. |
| Alone Together                                                                            | Blue Note                | 1997  | 1996       | Trioalbum van Lee Konitz, Brad Mehldau en Charlie Haden. |
| Self Portrait (In Celebration of Lee Konitz’ 70th Birthday)                               | Philology                | 1997  | 1997       | Solo's met overdubs. 9 februari 1997, Murec Studio, Milano |
| Inside Rodgers                                                                            | Philology                | 1997? | 1997       | Duoalbum met Franco D'Andrea. Mailand, 2 mei 1996. |
| Out of Nowhere                                                                            | SteepleChase             | 1997  | 1997       | Album van Lee Konitz & Paul Bley, met Jay Anderson, Billy Drummond. april 1997. |
| Unaccompanied Live in Yokohama                                                            | P.S.F. Records           | 1997  | 1996       | Met Kaziou Imai op twee nummers, Yokohama, 24 oktober 1996. |
| Star Eyes – Hamburg 1983                                                                  | hatART                   | 1998  | 1983       | Duoalbum met Martial Solal. |
| Saxophone Dreams                                                                          | Koch Jazz                | 1998  | 1988–1992  | Met The Netherlands Metropole Orchestra, Rob Pronk (cond). |
| L'âge mûr                                                                                 | Philology                | 1998  | 1997       | Konitz/Rava Quartet met Enrico Rava, Rosario Bonaccorso, Massimo Manzi. Milaan, 10 februari 1997. |
| TenderLee (For Chet)                                                                      | Philology                | 1999  | 1998       | Met Pietro Ciancaglini, Fabrizio Sferra, Stefano Bollani. Rome, Club La Palma 5 & 6 december 1998. |
| Three Guys                                                                                | Enja                     | 1999  | 1998       | Trioalbum van Lee Konitz, Steve Swallow, Paul Motian. DRS Studio, Zürich, 4 & 5 mei 1998. |
| Sound of Surprise                                                                         | BMG                      | 1999  | 1999       | Met Marc Johnson, Joey Baron, John Abercrombie, Ted Brown. NYC, april–mei 1999. |
| Dig-It                                                                                    | Steeplechase             | 1999  | 1976       | Album van Lee Konitz & Ted Brown, met Rufus Reid, Joe Chambers, Albert Dailey, Downtown Sound Studio, NYC, 20 oktober 1976. |
| Another Shade of Blue                                                                     | Blue Note                | 1999  | 1997       | Met Charlie Haden, Brad Mehldau. liveopname uit de Jazz Bakery in Culver City, 21 december 1997. |
| Some New Stuff                                                                            | DIW                      | 2000  | 1999?      | Met Greg Cohen, Joey Baron. |
| Dig Dug Dog                                                                               | Columbia                 | 2000? | 1997       | Met Laurent de Wilde, Ira Coleman, Dion Parson, Keiko Lee. Tokio, maart 1997. |
| Rich Lee!                                                                                 | SteepleChase             | 2000? | 1997       | Album van Lee Konitz/Rich Perry, met Harold Danko, Jay Anderson, Billy Drummond. april 1997 |
| Impressive Rome                                                                           | C.A.M. Jazz              | 2000  | 1968?      | Herpublicatie van een albums van Konitz/Martial Solal, dat eerst in 1968 als lp verscheen. Met Henri Texier en Daniel Humair. |
| Dialogues                                                                                 | Challenge                | 2000? | 1997       | Lee Konitz met het Bert van den Brink Trio (met Hein van de Geyn en Hans van Oosterhout). Amersfoort, 5 november 1997. |
| Pride                                                                                     | SteepleChase             | 2000? | 1999       | Lee Konitz Quartet met George Colligan, Doug Weiss en Darren Beckett. mei 1999. |
| Live at Birdland Neuburg                                                                  | Double Moon Records      | 2000  | 1999       | Lee Konitz/Kenny Wheeler Quartett met Gunnar Plümer en Frank Wunsch. Live in Neuburg in november 1999. |
| Play French Impressionist Music from the 20th Century                                     | Palmetto                 | 2000  | 2000       | Lee Konitz & The Axis String Quartet (Meg Okura, Rob Thomas, Judith Insell, Catherine Bent). Pipersville, PA, 16 januari 2000. |
| At the New Mississippi Jazz Club                                                          | Philology                | 2002  | 2000       | Met Giovanni Ceccarelli, Mauro Battisti, Carlo Battisti. Live New Mississippi Jazz Club, Rome, 31 maart 2000. |
| September Waltz                                                                           | Laika Records            | 2006  | 2000       | Frank Wunsch/Lee Konitz/Kenny Wheeler Quintett met Peter Decker en Fritz Krisse. november 2000, Topaz Studios, Köln |
| Parallels                                                                                 | Chesky Records           | 2001  | 2000       | Met Mark Turner, Peter Bernstein, Steve Gilmore, Bill Goodwin. St. Peter's Church, Chelsea, New York, 5–7 december 2000. |
| After Hours, Vol. 7                                                                       | GoJazz                   | 2001  | 2000       | Met Billy Peterson, Kenny Horst. St. Paul, MN, 12 januari 2001. |
| Ides of March                                                                             | Aretesuono               | 2001  | 2001       | Duo Glauco Venier/Lee Konitz. Cavallico, 2001. |
| Duas Contas                                                                               | Philology                | 2002  | 2001       | Duoalbum met Irio De Paula. Milaan, 5 april 2001. |
| Outra Vez                                                                                 | Philology                | 2002  | 2001       | Coproductie met Barbara Casini. Met Sandro Gibellini. Milaan, 6 april 2001 |
| Gong with Wind Suite                                                                      | SteepleChase             | 2002  | 2002       | Duoalbum met Matt Wilson. maart 2002. |
| Live-Lee                                                                                  | Milestone                | 2003  | 2000       | Duoalbum met Alan Broadbent. Los Angeles, The Jazz Bakery, 20–22 oktober 2000. |
| More Live-Lee                                                                             | Milestone                | 2004  | 2000       | Duoalbum met Alan Broadbent. 21 oktober 2000. |
| Listen… Silent                                                                            | Dodicilune               | 2003? | 2001       | Met Marco di Gennaro, Mauro Battista, Carlo Battista. JAZLE Festival, Teatro Paisiello, Lecce, Italië, 12 december 2001. |
| A Day in Florence                                                                         | Philology                | 2004? | 2002       | Album met Roberto Gatto (en Ares Tavolazzi). Florence, 16 november 2002. |
| Suite For Paolo                                                                           | Philology                | 2004? | 2002       | Duoalbum met Stefano Bollani. Milaan, 23 november 2002. |
| Phil Woods, Lee Konitz, Enrico Rava Big Encounter at Umbria 2003, Vol. 1: Play Rava       | Philology                | 2005? | 2003       | Met Enrico Rava, Stefano Bollani, Ares Tavolazzi, Roberto Gatto, Barbara Casini. Live Umbria Jazz Festival, Umbria, 15–17 juli 2003. |
| Phil Woods & Lee Konitz Big Encounter at Umbria 2003, Vol. 2: Play Konitz                 | Philology                | 2005? | 2003       | Phil Woods & Lee Konitz met Franco D'Andrea, Massimo Moriconi, Massimo Manzi, Barbara Casini. Live Umbria Jazz Festival, Umbria, 15–17 juli 2003. |
| Phil Woods & Lee Konitz Big Encounter at Umbria 2003, Vol. 3: Play Woods                  | Philology                | 2005? | 2003       | Phil Woods & Lee Konitz met Andrea Pozza, Massimo Moriconi, Massimo Manzi, Barbara Casini. Live Umbria Jazz Festival, Umbria, 15–17 juli 2003. |
| Phil Woods & Lee Konitz Big Encounter at Umbria 2003, Vol. 4: Two Brothers in Three Flats | Philology                | 2005? | 2003       | Phil Woods & Lee Konitz met Stefano Bollani, Franco D’Andrea. Live Umbria Jazz Festival, Umbria, 15–17 juli 2003. |
| BargaLee                                                                                  | Philologhy               | 2004  | 2003       | Lee Konitz & Orchestra BargaJazz, Bruno Tommaso (dir). Live, Barga, 29 augustus 2003. |
| Jonquil                                                                                   | Blue Jack                | 2006? | 2003       | Met Marco Kegel, Axel Hagen, Arlia de Ruiter, Pauline Terlouw, Mieke Honingh, Bastiaan van der Werf, Joep Lumeij, Peter Kahlenborn. Hilversum, 17 & 18 september 2003. |
| Inventions                                                                                | Omnitone                 | 2006? | 2004       | Album van Lee Konitz/Ohad Talmor, met het Spring String Quartet (Christian Wirth, Marcus Wall, Julian Gillesbeger, Stephan Punderlitschek). Kefermarkt, Oostenrijk, 28 & 29 april 2004. |
| The Glenn Gould Session                                                                   | Philology                | 2006? | 2005       | Duoalbum van Lee Konitz/Brian Dickinson. Toronto, Canada, 5 april 2005. |
| Eu Nao Existo                                                                             | Philology                | 2006  | 2005       | Duoalbum met Riccardo Arrighini. Azzano San Paolo, Italië, 9 april 2005. |
| The Soprano Sax Album                                                                     | Philology                | 2007  | 2005       | Duoalbum met Riccardo Arrighini. Azzano San Paolo, Italië, 27 april 2005. |
| New Nonet                                                                                 | Omnitone                 | 2006? | 2005       | Met Russ Johnson, Jacob Garchik, Ohad Talmor, Oscar Noriega, Denis Lee, Dimos Goudaroulis, Ben Monder, Bob Bowen, Matt Wilson. live-opname uit de Jazz Standard, New York, 10–14 augustus 2005. |
| Live in Oslo                                                                              | Ponca Jazz Records       | 2007  | 2005       | Album met John Pål Inderberg (en met Bjørn Alterhaug, Espen Rud). |
| Organic-Lee                                                                               | Steeplechase             | 2007  | 2006       | Duoalbum Lee Konitz/Gary Versace, New York, januari 2006. |
| October Waltz                                                                             | Laika Records            | 2007  | 2006       | Frank Wunsch/Lee Konitz februari 2006, Loft |
| Meeting Again                                                                             | Challenge Jazz           | 2007  | 2006       | Duoalbum met Hein van de Geyn. live in het Beauforthuis in Austerlitz (NL), 8 april 2006 |
| Portology                                                                                 | OmniTone                 | 2007? | 2006       | Lee Konitz/Ohad Talmor Big Band featuring the Orquestra Jazz de Matosinhos. Portugal, 13–16 maart 2006. Met Erik Poirier, José Silva, Rogério Ribeiro, Susana Santos Silva, Daniel Dias, Gonçalo Dias, Michael Joussein, Álvaro Pinto, José Luis Rego, Zé Pedro Coelho, João Guimarães, João Pedro Brandão, Mário Santos, Rui Teixeira, Carlos Azevedo, Pedro Guedes, André Fernandes, Demian Cabaud, Mário Barreiros |
| Deep Lee                                                                                  | Enja                     | 2008  | 2007       | Album met Minsarah (d.i. Florian Weber, Jeff Denson, Ziv Ravitz) |
| Ashiya                                                                                    | Pirouet                  | 2008  | 2007       | Duoalbum met Walter Lang. |
| Infant Eyes: The Music of Wayne Shorter                                                   | Philology                | 2008? | 2006       | Album van Lee Konitz en Claudio Fasoli, met Paolo Birro, Ares Tavolazzi, Stefano Bagnoli. Milaan, 11 november 2006. |
| Comencini                                                                                 | Philology                | 2008? | 2006       | Album van Lee Konitz/Antonio Zambrini, met Ares Tavolazzi, Massimo Manzi. Milaan, 12 & 13 maart 2007. |
| StandardsLee                                                                              | Philology                | 2008? | 2006       | Album van Lee Konitz/Antonio Zambrini, met Ares Tavolazzi, Massimo Manzi. Milaan, 12 & 13 maart 2007. |
| Alone and Together                                                                        | Philology                | 2008? | 2006       | Duoalbum van Lee Konitz/Antonio Zambrini. Milaan, 12 & 13 maart 2007. |
| 81 + 15 = 96!: Lee Konitz Meets Alessandro Lanzoni Trio                                   | Philology                | 2009? | 2007       | Met Alessandro Lanzoni, Ares Tavolazzi, Walter Paoli. Milaan, 16 oktober 2007. |
| Passion Flower: Lee Konitz Meets Paolo Birro Trio                                         | Philology                | 2009? | 2007       | Met Paolo Birro, Ares Tavolazzi, Walter Paoli. Milaan, 17 oktober 2007. |
| Jugendstil II                                                                             | ESP                      | 2010  | 2005       | Album van Lee Konitz/Chris Cheek/Stephane Furic Leibovici (en Dan Dorrance, Chris Speed, Jim Black, Maria Garcia, Joy Plaisted). New York, 15 augustus 2005. |
| Konitz Plays Konitz                                                                       | Philology                | 2010? | 2008       | Met Piero Frassi, Filippo Pedol, Andrea Melani. Milaan, 11 september 2008. |
| Dan Tepfer Duos With Lee                                                                  | Sunnyside                | 2009  | 2008       | Dan Tepfer in duo met Lee Konitz. Meudon, 13 december 2008. |
| Live at the Village Vanguard                                                              | Enja                     | 2010  | 2009       | New Quartet, mrt Florian Weber, Jeff Denson, Ziv Ravitz. Live Village Vanguard, New York, 31 maart & 1 april 2009. |
| Insight                                                                                   | Jazzwerkstatt            | 2011  | 1989–1995  | met uitzondering van de eerste drie nummers met Frank Wunsch (piano). Deelherpublicatie van de uitverkochte Westwind-Albums. |
| Live at Birdland                                                                          | ECM                      | 2011  | 2009       | Album van Lee Konitz, Brad Mehldau, Charlie Haden en Paul Motian. Liveopname uit het Birdland, New York, december 2009. |
| Waxin' in Camerino                                                                        | Philology                | 2011? | 2009       | Konitz & Ceccarelli French Trio, met Giovanni Ceccarelli, Chris Jennings, Patrick Goraguer. Teatro Marchetti, Camerino, Italië, 19 april 2009. |
| Knowinglee                                                                                | OutNote Records          | 2011  | 2010       | Trioalbum van Lee Konitz, Dave Liebman en Richard Beirach. mei 2010. |
| A Sixty-Year Reunion … How Cool Is That?                                                  | Wave                     | 2011  | 2010       | Met Peter Ind, Rod Youngs. Club 606, Londen, februari 2010. |
| Enfants Terribles: Live at the Blue Note                                                  | Half Note Records        | 2012  | 2011       | Quartettalbum van Lee Konitz, Bill Frisell, Gary Peacock en Joey Baron. Blue Note, NY, 4 & 5 juni 2011. |
| Art Farmer & Lee Konitz Live in Genoa 1981                                                | Tramonti Records         | 2013  | 1981       | Met Milt Hinton, Shelly Manne, Ross Tompkins. Opname van juli 1981. |
| Standards Live at the Village Vanguard                                                    | Enja                     | 2014  | 2009       | New Quartet, met Florian Weber, Jeff Denson, Ziv Ravitz. Village Vanguard, New York, 31 maart & 1 april 2009. |
| First Meeting: Live in London, Volume 1                                                   | Whirlwind                | 2014  | 2010       | Met Dan Tepfer, Michael Janisch, Jeff Williams. Live, Pizza Express, Londen, 19 & 20 mei 2010. |
| Olden Times: Live at Birdland Neuburg                                                     | Double Moon Records      | 2016  | 1999       | Lee Konitz/Kenny Wheeler Quartett (met Gunnar Plümer en Frank Wunsch). Birdland Neuburg an der Donau in november 1999, z. T. Live. |
| Jazz aus Kakanien                                                                         | Bassic Sound             | 2016  | 2001       | Co-productie met Johannes Enders, Thomas Stabenow, Christian Salfellner. Wenen, 2001. |
| In Europe ‘56 - Paris (Unreleased) & Köln Sessions                                        | Fresh Sound Records      | 2017  | 1956       | Op 16 januari 1956 in Parijs met Bobby Jaspar, Lars Gullin, René Urtreger, Sacha Distel, Pierre Michelot, Christian Garros; op 14, 17 en 21 januari 1956 in Keulen (en twee live-nummers op 10 januari 1956 in Freiburg) met Hans Koller, Lars Gullin, Willi Sanner, Roland Kovac, Johnny Fischer, Rudi Sehring resp. Karl Sanner (en op een van de Freiburger nummers met Attila Zoller)                             |
| Frescalalto                                                                               | Impulse!                 | 2017  | 2016       | met Kenny Barron, Peter Washington, Kenny Washington |
| Prisma by Günter Buhles                                                                   | QFTF                     | 2018  | 2000       | met het Brandenburgische Staatsorchester Frankfurt onder leiding van Christoph Campestrini resp. met Frank Wunsch |
| Decade                                                                                    | Impulse!                 | 2018  | 2000–2015? | met Dan Tepfer |
| Nicolas Simion Meets Lee Konitz                                                           | 7 Dreams Records         | 2018  |            | met Nicolas Simion |

## Albums als sideman
Een reeks publicaties van concert- en radio-opnamen met onduidelijke autorisatie, waaraan Lee Konitz meewerkte, werden niet in de discografie opgenomen.
| Muzikant                                                                | Album                                                                                          | Label            | VÖ     | Opname    | Opmerkingen |
| ----------------------------------------------------------------------- | ---------------------------------------------------------------------------------------------- | ---------------- | ------ | --------- | --- |
| Claude Thornhill                                                        | The Real Birth of the Cool                                                                     | Sony             | ?      | 1947      | |
| Claude Thornhill                                                        | Claude Thornhill Transcription Performances, 1947                                              | Hep              | ?      | 1947      | |
| Miles Davis                                                             | The Real Birth of the Cool                                                                     | Bandstand        | 1996   | 1948      | Live-opnamen van het Davis-nonet uit de Royal Roost van 4 en 18 september 1948, gekoppeld met opnamen van het Davis-kwintet (ook met Konitz) van 25 september 1948 |
| Miles Davis                                                             | Birth of the Cool                                                                              | Capitol          | 1958   | 1949–50   | |
| Lennie Tristano Quintet/Quartet                                         | Subconcious-Lee                                                                                | Prestige         | 1949   | 1949      | Lee Konitz, Lennie Tristano, Billy Bauer, Arnold Fishkin, Shelly Manne |
| Lennie Tristano Sextet                                                  | Crosscurrents (Intuition)                                                                      | Capitol          | 1972   | 1949      | Lee Konitz, Warne Marsh, Lennie Tristano, Billy Bauer, Arnold Fishkin, Harold Granowsky. New York, 4 maart 1949 (slechts een kant van het album) |
| Buddy DeFranco and His Orchestra                                        | 1949–52 Studio Performances                                                                    | Capitol/Hep      | 1949   | 1949      | New York, 23 april 1949 |
| Ralph Burns and His Orchestra                                           | Ralph Burns Conducts Ralph Burns                                                               | Clef/Verve       | ?      | 1950      | Met Danny Bank, Tony Miranda, Ray Brown, Jo Jones |
| Charles Mingus                                                          | Debut Rarities, vol. 4                                                                         | Debut/Fantasy    | ?      | 1952      | |
| Stan Kenton                                                             | New Concepts of Artistry in Rhythm                                                             | Capitol          | 1953?  | 1952      | |
| Gerry Mulligan                                                          | Gerry Mulligan Quartet With Lee Konitz                                                         | Pacific Jazz     | 1953   | 1953      | Chet Baker, Lee Konitz, Carson Smith, Larry Bunker. Live The Haig, Los Angeles, eind januari 1953 |
| Al Haig                                                                 | The Sessions Vol. 1                                                                            | Vantage          | ?      | 1953      | Al Haig/Lee Konitz, met Conte Candoli, Frank Rosolino, Richie Kamuca, Don Bagley, Stan Levey. Live 'The Clef', Hollywood, CA, 11 juni 1953 |
| Stan Kenton                                                             | Portraits on Standards                                                                         | Capitol          | 1953?  | 1953      | |
| Lars Gullin                                                             | Lasse Gullin American All Stars                                                                | Metronome [S]    | 1953?  | 1953      | Met Conte Candoli, Frank Rosolino, Zoot Sims, Don Bagley, Stan Levey. Stockholm, 25 augustus 1953 |
| The Four Freshmen/Stan Kenton Orchestra                                 | Stan Kenton - Popular Favorites                                                                | Capitol          | 1954   | 1953      | |
| Lennie Tristano                                                         | Lennie Tristano                                                                                | Atlantic         | 1956   | 1954/1955 | Met Gene Ramey/Peter Ind en Jeff Morton/Art Taylor |
| Lennie Tristano                                                         | The Lennie Tristano Quartet                                                                    | Atlantic         | 1956?  | 1955      | Met Gene Ramey en Art Taylor |
| Metronome All-Stars                                                     | Metronome All-Stars 1956                                                                       | Clef/Verve       | 1956   | 1956      | Met Thad Jones, Eddie Bert, Tony Scott, Lee Konitz, Zoot Sims, Al Cohn, Serge Chaloff, Teddy Charles, Billy Taylor, Tal Farlow, Charles Mingus, Art Blakey. |
| Gerry Mulligan                                                          | The Arranger - The Gerry Mulligan Concert Jazz Band                                            | Columbia         | 1957?  | 1957      | New York, 19 april 1957. |
| Miles Davis/Gil Evans                                                   | Miles Ahead                                                                                    | Columbia         | 1957   | 1957      | |
| Gil Evans                                                               | Gil Evans and Ten                                                                              | Prestige         | 1957   | 1957      | |
| Gerry Mulligan                                                          | The Gerry Mulligan Song Book Vol. 1                                                            | Pacific Jazz     | 1958   | 1957      | Gerry Mulligan Octet, New York, 4 & 5 december 1957 |
| Warne Marsh                                                             | The Art of Improvising, Vol. 1                                                                 | Revelation       | 1960?  | 1959      | Met Bill Evans, Jimmy Garrison, Paul Motian. Live 'Half Note', New York, 17 en 24 februari 1959 |
| Kenny Burrell                                                           | Guitar Forms                                                                                   | Verve            | 1965?  | 1964      | Englewood Cliffs, N.J., 4 december 1964 |
| Bebop All Stars                                                         | Charlie Parker Tenth Memorial Concert                                                          | Limelight        | 1965?  | 1965      | Carnegie Hall, New York, 27 maart 1965 |
| Rita Reys                                                               | Rita Reys Meets Oliver Nelson                                                                  | Philips          | 1966 ? | 1965      | Rita Reys met het Oliver Nelson Orchestra. Hilversum, 16 oktober 1965 |
| Dave Pike                                                               | The Doors of Perception                                                                        | Vortex           | 1966?  | 1966      | Met Eddie Daniels, Don Friedman, Chuck Israels, Arnie Wise. Live 'Village Gate', New York, 28 september 1966. |
| Various Artists                                                         | NDR Jazzworkshop 1968/69                                                                       | NDR              | 1969   | 1968      | A) Met Attila Zoller, Allan Botschinsky, Torolf Mølgaard, Claes Rosendahl, Heinz Sauer, Cecil Payne, Wolfgang Dauner, Barre Phillips, Stu Martin. NDR Jazzworkshop 56, Hamburg, 29 maart 1968. B) Met Jimmy Owens, Phil Woods, Gato Barbieri, Jimmy Owens, Ack van Rooyen, Slide Hampton, Volker Kriegel, Joachim Kühn, Günter Lenz, Barry Altschul, Aldo Romano. Jazzworkshop 57, Hamburg, 31 mei 1968. Van A) zijn de nummers The Sweet Hustler, At Twilight en Rebecca Is 18 en van B) de nummers Never Subject to Change en Tribute to Louis op het album LP NDR Jazzworkshop 1968/69 (NDR 654 057) gedocumenteerd, dat niet was te verkrijgen in de reguliere handel. |
|                                                                         | Charlie Parker Memorial Concert                                                                | Cadet            | 1971?  | 1970      | All-Star-Formation met Art Hoyle, Lee Konitz, John Young, Rufus Reid, Philly Joe Jones, Eddie Jefferson. 'North Park Hotel', Chicago, 30 augustus 1970. |
| Charles Mingus                                                          | Charles Mingus and Friends in Concert                                                          | Columbia         | 1972   | 1972      | Konzert Philharmonic Hall, New York, 4 februari 1972 |
| Andrew Hill                                                             | Spiral                                                                                         | Arista/Freedom   | 1975?  | 1974      | Met Ted Curson, Cecil McBee, Art Lewis. New York, 20 december 1974. |
| Chuck Israels                                                           | Chuck Israels National Jazz Ensemble Vol 1                                                     | Chiaroscuro      | 1976?  | 1975      | New York, april/mei 1975. |
| Buck Clayton                                                            | A Buck Clayton Jam Session, Vol. 2                                                             | Chiaroscuro      | 1976?  | 1975      | New York, 5 en 6 juni 1975 |
| Kimiko Kasai                                                            | This Is My Love                                                                                | CBS/Sony         | 1976?  | 1975      | New York, 24 juni en 18 juli 1975 |
| Buck Clayton                                                            | A Buck Clayton Jam Session, Vol. 3                                                             | Chiaroscuro      | 1977 ? | 1976      | New York, 13 september 1976. |
| Bill Evans Trio with Lee Konitz & Warne Marsh                           | Crosscurrents                                                                                  | Fantasy          | 1978   | 1977      | 28 februari en 1–2 maart 1977 |
| Shelly Manne                                                            | French Concert: Shelly Manne Quartet Feat. Lee Konitz                                          | Galaxy           | 1978?  | 1977      | Saint-Quentin-en-Yvelines, Frankrijk, 11 november 1977 |
| Charles Mingus                                                          | Something Like a Bird                                                                          | Atlantic         | 1979   | 1978      | |
| Dizzy Gillespie                                                         | Dizzy Gillespie-Lee Konitz Jam                                                                 | Jazzrita         | 1979?  | 1978      | Met Kai Winding, John Lewis, Rodney Jones, Alby Cullaz, Alan Dawson. Grande Parade du Jazz 1978, Nice, 12 juli 1978 |
| Teo Macero                                                              | Impressions of Virus                                                                           | Columbia [J]     | 1979?  | 1979      | |
| Karl Berger/Woodstock Workshop Orchestra                                | Live at the Donaueschingen Music Festival                                                      | MPS              | 1980   | 1979      | Donaueschinger Musiktage, oktober 1979 |
| Karl Berger                                                             | New Moon: Woodstock Workshop Orchestra                                                         | Palcoscenico     | 1980   | 1979      | Teatro Ciak, Milaan, 7 november 1979 |
| Lars Sjösten Octet Featuring Lee Konitz                                 | Dedicated to Lee                                                                               | Dragon           | 1984   | 1983      | Met Gunnar Bergsten, Lars Lundström, Egil Johansen, Hector Bingert, Torgny Nilsson, Jan Allan, Gustavo Bergalli. |
| Max Roach                                                               | It’s Christmas Again                                                                           | Soul Note        | 1984?  | 1984      | Met Cecil Bridgewater, Tony Scott, Odean Pope, Tyrone Brown, juni 1984 |
| Jazzensemble des Hessischen Rundfunks                                   | Atmospheric Conditions Permitting                                                              | ECM              | 1995   | 1985      | Konitz werkte alleen mee met het nummer Noldes Himmel. |
| Pierre Blanchard                                                        | Music for String Quartet, Jazz Trio, Violin and Lee Konitz                                     | Sunnyside        | 1987   | 1986      | Met Hervé Cavelier, Pierre Blanchard, Vincent Pagliarin, Michel Michalakakos, Alain Hatot, Alain Jean-Marie, Cesarius Alvim, André Ceccarelli, november/december 1986. |
| Derek Bailey                                                            | Once by Company                                                                                | Incus            | 1988?  | 1987      | Company: Lee Konitz, Richard Teitelbaum, Derek Bailey, Carlos Zingaro, Tristan Honsinger, Barre Phillips, Steve Noble, Live Arts Theatre, Londen, 12–17 mei 1987. |
| George Gruntz                                                           | Happening Now! - George Gruntz Concert Jazz Band '87                                           | HatHut           | 1988?  | 1987      | Live "Caravan of Dreams", Fort Worth, Texas, 16/17 oktober 1987 |
| Meredith D'Ambrosio                                                     | The Cove                                                                                       | Sunnyside        | 1988   | 1987      | Meredith D'Ambrosio met Lee Konitz, Fred Hersch, Michael Formanek, Keith Copeland, New York, 27/28 oktober 1987 |
| Mikesch van Grümmer                                                     | Barlach Zyklus                                                                                 | Timeless         | 1989   | 1988      | met Ack van Rooyen, Jiggs Whigham, Anthony Reiss, Gunnar Plümer, Riccardo Del Fra, Gerd Breuer. |
| Jens Søndergaard Quartet Featuring Lee Konitz                           | Konitz in Denmark '89                                                                          | Right Tone       | 1989   | 1989      | met Morten Højring, Hugo Rasmussen, Bjarne Rostvold |
| Pierre Guyonnet                                                         | Eureka                                                                                         | Tuxedo Music     | 1991?  | 1990      | Lee Konitz met Pierre Guyonnet, Maurice Vander, Ivor Malherbe, Alain Petitmermet. Lausanne, 19 en 20 november 1990 |
| Paul Motian                                                             | On Broadway, Vol. 3                                                                            | JMT              | 1992?  | 1991      | Mit Joe Lovano, Bill Frisell, Charlie Haden. New York, augustus 1991 |
| Massimo Salvagnini                                                      | Very Fool                                                                                      | High Tide        | 1994?  | 1993      | Massimo Salvagnini Quartet Featuring Lee Konitz, met Paolo Birro, Lorenzo Conte, Alfred Kramer. Italië, 1993 |
| Cool Trance Quartet                                                     | Discoveries                                                                                    | AMC              | 1994?  | 1993      | Lee Konitz met Nathalie Loriers, Philippe Aerts, Al Levitt. Brüssel, 15 januari 1993. |
| Attila Zoller                                                           | When It's Time                                                                                 | Enja             | 1995   | 1994      | Met Larry Willis, Santi Debriano, Yoron Israel (op twee nummers met het kwintet, op twee nummers in het kwartet zonder Willis en op een nummer in duo met Zoller) |
| Oliver Strauch                                                          | City Lights                                                                                    | Blue Concept     | 1995?  | 1994      | Oliver Strauch Group with Lee Konitz, met Peter Decker, Dany Schwickerath, Johannes Schaedlich. Sandhausen, 7–9 maart 1994. |
| Keiko Lee                                                               | Kickin’ It with Keiko Lee                                                                      | Sony             | 1996   | 1996      | Mit Claudio Roditi, Ole Matheison, Renee Rosnes, Ron Carter, Grady Tate u. a. New York, 25–30 maart 1996 |
| Kenny Wheeler                                                           | Angel Song                                                                                     | ECM              | 1997   | 1996      | Kenny Wheeler/Lee Konitz/Dave Holland/Bill Frisell. New York, februari 1996. |
| Enrico Pieranunzi Trio & Ada Montellanico with Lee Konitz & Enrico Rava | Ma l'Amore No                                                                                  | Soul Note        | 1997   | 1997      | |
| Diane Hubka                                                             | Haven’t We Met                                                                                 | A Records        | 1998   | 1997      | Met Frank Kimbrough, John Hart, Harvie Swartz, Ron Vincent. Konitz slechts op drie nummers. Brooklyn, 7 en 9 juni 1997. |
| Gerry Mulligan All-Star Tribute Band                                    | Thank You, Gerry!                                                                              | Arkadia Jazz     | 1998?  | 1997      | Met Randy Brecker, Bob Brookmeyer, Ted Rosenthal (p, dir), Dean Johnson, Ron Vincent. |
| Matt Wilson                                                             | Going Once, Going Twice                                                                        | Palmetto         | 1998?  | 1997      | Met Andrew D’Angelo, Joel Frahm, Pete McCann, Yosuke Inoue, Pipersville, PA, 31 augustus en 4 september 1997. |
| Davide Santorsola                                                       | To Bill Evans: Davide Santorsola Trio Plus Lee Konitz                                          | Philology        | 1998?  | 1997/98   | Met Maurizio Quintavalle en Mimmo Campanale. Bari, 12 augustus 1997 en 14 januari 1998 |
| Henri Texier                                                            | Respect                                                                                        | Label Bleu       | 2000?  | 1997      | Met Bob Brookmeyer, Steve Swallow, Paul Motian. |
| Zollsound 4 feat. Lee Konitz                                            | Open Hearts                                                                                    | Enja             | 2000   | 1998      | Met Thomas Zoller, Carlo Mombelli, Bill Elgart. Duitsland, 17 en 18 november 1998. |
| Rolf Kühn                                                               | Inside Out                                                                                     | Intuition        | 1999   | 1999      | Konitz speelt op twee nummerd van het studioalbum met Kühn, een daarvan in het kwintet met Frank Chastenier, Wolfgang Haffner en Detlev Beier. |
| Jim Hershman                                                            | Jim Hershman with Lee Konitz                                                                   | Sea Breeze       | 2000?  | 1999      | Met Jim Hershman, Scott Colley, Kenny Wollesen. New York, april 1999. |
| Thomas Stabenow                                                         | Straight Four II                                                                               | Bassic-Sound     | 2000   | 2000      | Met Johannes Enders, Falk Willis. München, 22 januari 2000. |
| Renato Sellani Trio Featuring Lee Konitz                                | Pugni chiusi                                                                                   | Edel             | 2001   | 2001      | Met Massimo Moriconi, Stefano Bagnoli.\|- |
| Trio Midnight                                                           | Live at Dinant Jazz Nights: Trio Midnight Meets Lee Konitz                                     | NetAktív         | 2005   | 2000      | Met Kálmán Oláh, János Egri, Elemér Balázs. Ciney, België, 7 oktober 2000. |
| Nicolas Simion                                                          | Live in Graz & Brasov                                                                          | 7 Dreams         | 2002?  | 2001      | Nicolas Simion Group Featuring Lee Konitz & Jancy Korossy. Live, Stockwerk, Graz, oktober 2001. |
| François Théberge 5 Featuring Lee Konitz                                | Music of Konitz                                                                                | Effendi Records  | 2003   | 2002      | Met Stéphane Belmondo, Jerry Edwards, Paul Imm, Karl Jannuska. |
| Mark Masters                                                            | One Day with Lee                                                                               | Capri            | 2003?  | 2002      | Met Scott Englebright, Louis Fasman, Steve Huffstetter, Ron Stout, Les Benedict, Dave Woodley, Bob Enevoldsen, Gary Foster, Jerry Pinter, Jack Montrose, Bill Perkins, Cecilia Coleman, Putter Smith, Kendall Kay, Mark Masters (arr, cond). Glendora, CA, 21 april 2002. |
| Bansigu Big Band                                                        | With Lee Konitz                                                                                | Splasc(h)        | 2004   | 2003      | Bansigu Big Band onder leiding van Piero Leveratto bzw. Gianluca Tagliazucchi. Obelix Studio, Uboldo, Februar 2003 bzw. Acqui Terme, 10 augustus 2003. |
| Gianluca Tagliazucchi                                                   | Mr. 88 (Plays the Music of Lee Konitz)                                                         | Splasc(h)        | 2004   | 2004      | Met Aldo Zunino, Alfred Kramer. Genua, 18 maart 2004. |
| Mark Murphy                                                             | Love Is What Stays                                                                             | Verve            | 2007   | 2006      | Met Till Brönner, Don Grusin u. a. Konitz alleen in My Foolish Heart. |
| François Théberge Group with Lee Konitz                                 | Soliloque                                                                                      | Christal Records | 2008   | 2007?     | Met Stéphane Belmondo, Jerry Edwards, Paul Imm, Alan Jones. |
| Jakob Bro                                                               | Balladeering                                                                                   | Loveland         | 2009   | 2008      | Met Bill Frisell, Ben Street, Paul Motian. Avatar Studios, New York, september 2008. |
| Grace Kelly                                                             | Gracefullee                                                                                    | Pazz             | 2010?  | 2008      | Met Russell Malone, Rufus Reid, Matt Wilson. ca. 2008. |
| Piero Frassi                                                            | Serenity                                                                                       | Philology        | 2010?  | 2008      | Piero Frassi Trio met Lee Konitz, Filippo Pedol, Andrea Melani. Milaan, 11 september 2008. |
| Jimmy Amadie                                                            | Kindred Spirits: Jimmy Amadie Trio with special guests Lee Konitz, Joe Lovano and Lew Tabackin | TP               | 2011?  | 2009      | Met Steve Gilmore, Tony Marino, Bill Goodwin. ca. 2009. |
| Alexandra Grimal                                                        | Owls Talk                                                                                      | Hote Marge       | 2011?  | 2009      | Alexandra Grimal/Lee Konitz/Gary Peacock/Paul Motian. New York, 15 en 16 december 2009. |
| Jakob Bro                                                               | Time                                                                                           | Loveland         | 2011   | 2011      | Met Bill Frisell, Thomas Morgan. Avatar Studios, New York, september 2011. |
| Ethan Iverson                                                           | Costumes Are Mandatory                                                                         | High Note        | 2013   | 2011?     | Met Larry Grenadier, Jorge Rossy. New York, augustus 2012. |
| Jakob Bro                                                               | December Song                                                                                  | Loveland         | 2013   | 2012      | Met Bill Frisell, Thomas Morgan, Craig Taborn. Avatar Studios, New York, december 2012. |
| Nicolas Simion feat. Lee Konitz & Jancy Körössy                         | Live in Graz & Brasov                                                                          | 7 Dreams Records | 2014   | 2001      | Met James Singleton, Peter Perfido. Stockwerk/Graz, oktober 2001 en Brasov Jazz Festival, december 2001. |
| Guus Janssen                                                            | Meeting Points                                                                                 | Bimhuis          | 2015   | 1999      | Slechts een Duostück (het titelnummer), dat in het Bimhuis op 1 oktober 1999 werd opgenomen, of andere bezettingen rond de pianist. |
| Jeff Denson Trio                                                        | Lee Konitz                                                                                     | Ridgeway Records | 2015   | 2015      | Met Dan Zemelman, Jon Arkin. februari 2015. |